# 交響曲第5番 (ラフ)

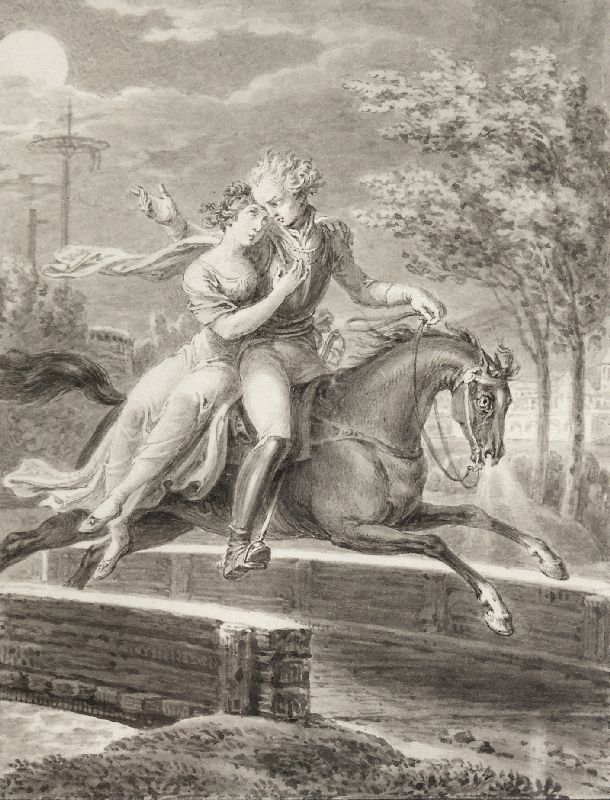
ヨハン・ダヴィッド・シューベルト（Johann David Schubert）による、レノーレと恋人ヴィリアムの騎行

交響曲第5番ホ長調「レノーレ」（Sinfonie Nr.5 in E-dur, "Lenore"）作品177は、ヨアヒム・ラフが1872年に作曲した交響曲。演奏時間は約50分。

## 概要
ゴットフリート・アウグスト・ビュルガーの三十年戦争を題材にしたバラード『レノーレ』に基づいて作曲された。作曲は1870年から1872年にかけて行われ、1872年12月13日にゾンダースハウゼンで私的に演奏された後、1873年10月29日にベンヤミン・ビルゼの指揮で、ベルリンのコンツェルトハウス（Konzerthaus）で公開初演された。
初演は成功を収め、ドイツ各地で、また国外でも繰り返し演奏されるようになり、現在においてもラフの代表作のひとつとされている。エベニザー・プラウトは、イギリス初演について「作品の巻き起こしたセンセーションを、同席した人々が忘れることはないだろう」と述べている。

## 楽器編成
フルート2、ピッコロ、オーボエ2、クラリネット2、ファゴット2、ホルン4、トランペット2、トロンボーン3、ティンパニ、小太鼓、トライアングル、弦五部

## 楽曲構成
全3楽章（あるいは3部）からなるが、第1部が二つの部分にはっきり分かれるため、実質は伝統的な4楽章構成をとる。
この作品の標題について、ラフは次のように説明している。「二人の恋人の幸福は、しかし戦争によって引き裂かれる。男が仲間と共に戦場に向かわねばならない時が来て、レノーレは一人残される。孤独のなか、凶事の予感が彼女をとらえる。彼女は熱に浮かされ、幻影は彼女を死へと導く」。
第1部　愛の幸福（Liebesglück）
- Allegro

ホ長調、4/4拍子。ソナタ形式。オペラティックなクレッシェンドを伴って、快活な第一主題が冒頭から現れる。第二主題部はハ短調となって一時陰りを見せるが、すぐにハ長調の安らいだ楽想が続く。形通りに展開部、再現部が続くが、幸福な雰囲気は楽章を通して持続し、ホ長調の主和音で力強く終結する。ただし、トロンボーンによる暗いコラールが何回か顔を出し、悲劇的な結末を静かに暗示する。
- Andante, quasi Larghetto

変イ長調、3/4拍子。複合三部形式。ロマンティックな「愛の情景」で、甘い旋律が纏綿と歌われる。中間部は嬰ト短調となり、ヴァイオリンが劇的なレチタティーヴォを歌う。木管楽器のソロがそれを鎮め、主部が調性やオーケストレーションを変えて再現される。
第2部　別離（Trennung）
テンポ・ディ・マルチア、ハ長調、4/4拍子。複合三部形式。明るい行進曲が弦楽のピッツィカートで始まり、大規模なクレッシェンドによって兵士の隊列が近づいてくる様を描写する。中間部はハ短調に転じ、ヴァイオリンとチェロの不安げな対話によって、恋人たちの別れを表現する。強奏で再び始まった行進曲が今度は長いデクレッシェンドで進み、隊列が去っていく様子が描写される。
第3部　死しての再会（Wiedervereinigung im Tode）
アレグロ、ホ短調、4/4拍子。「序奏とバラード」（Introduction und Ballad）と記されており、伝統的な形式で書かれた3楽章までとは異なり、フランツ・リストの交響詩に近い自由な形式で書かれている。不安げな雰囲気の序奏では、前楽章までの主題が再現、変形される。主部はエクトル・ベルリオーズの『ファウストの劫罰』を思わせる騎行リズムが支配し、恋人の幻影とともに走るレノーレを描写する。ここでも、第1楽章に登場したコラールを中心に既出の主題が次々と回想される。クライマックスに達すると音楽は急速に断ち切られ、レノーレの死を暗示する。コーダはホ長調のコラールとなり、死による浄化と救いを表わし、安らかに終わる。